# Bucéels
Bucéels ist eine französische Gemeinde mit 450 Einwohnern (Stand: 1. Januar 2022) im Département Calvados in der Region Normandie. Sie gehört zum Arrondissement Bayeux und zum Kanton Thue et Mue. Die Einwohner werden als Bucéelois bezeichnet.

## Geografie
Bucéels liegt etwa 14 Kilometer südsüdöstlich von Bayeux und 19 Kilometer westnordwestlich von Caen entfernt. Der Seulles begrenzt die Gemeinde im Osten. Umgeben wird Bucéels von Chouain im Norden, Audrieu im Osten und Nordosten, Tilly-sur-Seulles im Osten und Süden, Lingèvres im Westen und Südwesten sowie Juaye-Mondaye im Nordwesten.

## Bevölkerungsentwicklung
| Jahr                             | 1962 | 1968 | 1975 | 1982 | 1990 | 1999 | 2006 | 2013 |
| Einwohner                        | 185  | 147  | 151  | 225  | 357  | 353  | 386  | 360  |
| Quelle: Cassini, EHESS und INSEE |      |      |      |      |      |      |      |      |

## Sehenswürdigkeiten
- Kirche Saint-Germain aus dem 11. Jahrhundert

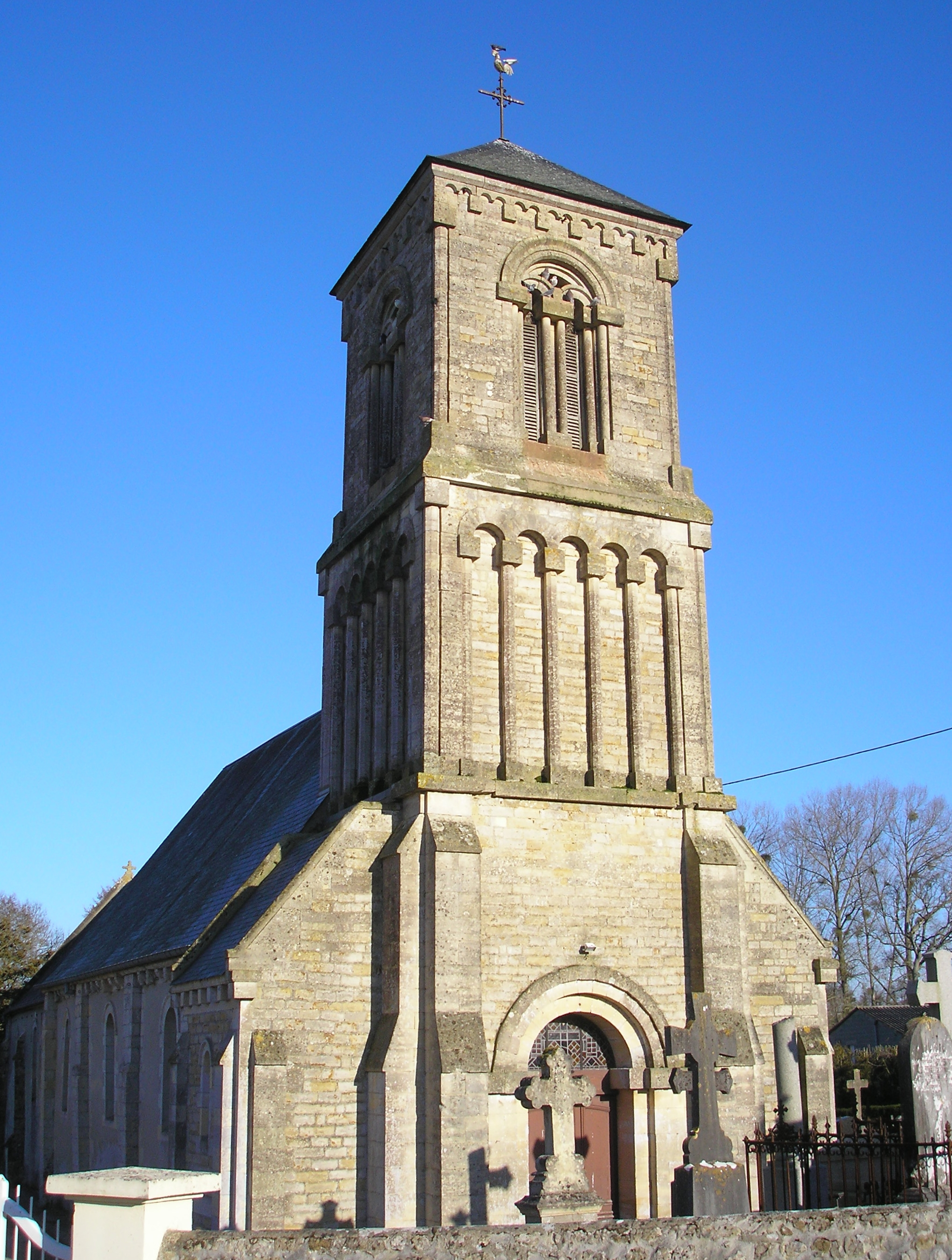
Kirche Saint-Germain